# Ушкын (Ушкынский сельский округ)
Ушкын (каз. Ұшқын, до 2002 г. — Комсомол) — село в Келесском районе Туркестанской области Казахстана. Входит в состав Ушкынского сельского округа. Код КАТО — 515483200.

## Население
В 1999 году население села составляло 2758 человек (1429 мужчин и 1329 женщин). По данным переписи 2009 года, в селе проживали 2804 человека (1432 мужчины и 1372 женщины).